# Microtus montanus
Microtus montanus — вид гризунів родини Хом'якові (Cricetidae).

## Проживання
Країни проживання: Канада (Британська Колумбія), США (Аризона, Каліфорнія, Колорадо, Айдахо, Монтана, Невада, Нью-Мексико, Орегон, Юта, Вашингтон, Вайомінг). Зустрічаються на альпійських луках на півдні й гірських долинах на півночі ареалу.

## Життя
Розмножуються з квітня по жовтень. Самиці мають 2—3 виводки на рік у кожному в середньому 6 дитинчат. Поживою є трави, осока, листя, стебла, корені й широкий спектр різнотрав'я. Хижаки: яструби, сови, лисиці, борсуки та койоти. Активні протягом усього року.